# 三氟氧化氯
三氟氧化氯是一种有腐蚀性的液体，化学式 ClOF3。它是作为火箭燃料氧化剂秘密开发的。

## 制备
三氟氧化氯最初是在洛克丹公司 用氟气处理一氧化氯而成的。其它和氟气反应会产生三氟氧化氯的化合物包括亚氯酸钠 (NaClO2)和硝酸氯 (ClONO2)。最早发表的生产方法是一氧化氯与二氟化氧 (OF2)的反应。其它三氟氧化氯的制备方法还有 ClO2F 或ClO3F 和氯的氟化物的反应。更安全的方法是硝酸氯与氟气的反应。

## 反应
作为一种路易斯碱，它和路易斯酸反应会失去一个氟离子，产生二氟氧化氯(V)阳离子 (ClOF2+)。这种阳离子的化合物包括 ClOF2BF4、ClOF2PF6、ClOF2AsF6、ClOF2SbF6、ClOF2BiF6、ClOF2VF6、ClOF2NbF6、ClOF2TaF6、ClOF2UF6、ClOF2、(ClOF2)2SiF6、ClOF2MoOF5、ClOF2Mo2O4F9和ClOF2PtF6。
三氟氧化氯也是路易斯酸，可以和强碱反应，产生四氟氧化氯(V)阴离子 ClOF4−。它的化合物包括KClOF4、RbClOF4和 CsClOF4.这允许对ClOF3进行纯化，因为在室温下会形成固体配合物，但它会在50至70°C 之间分解。其他可能的杂质要么不会与碱金属氟化物反应，要么即使反应也不容易分解。
三氟氧化氯会氟化各种材料，例如一氧化二氯、氯气、玻璃或石英。
ClOF3 + Cl2O → 2ClF + ClO2F;
2ClOF3 + 2Cl2 → 6ClF + O2 当200 °C
三氟氧化氯和氟磺酸氯反应：
ClOF3 + 2ClOSO2F → S2O5F2 + FClO2 + 2ClF
反应也会产生SO2F2。
三氟氧化氯可以在一个反应中同时氟化和氧化，例如和五氟化钼、四氟化硅、四氟肼（超过100 °C）、HNF2和F2NCOF的反应。和HNF2 的反应主要产生 NF3O，而和MoF5的反应产物为 MoF6 和MoOF4。
它和碳氢化合物爆炸性反应。它和少量的水反应，产生ClO2F 和HF。
超过 280 °C时，ClOF3分解成氧气和三氟化氯。

## 性质
三氟氧化氯的沸点为 29 °C。
三氟氧化氯的分子形状为三角双锥，垂直方向上有两个氟原子 (Fa) ，水平方向上则有一个孤电子对、氧原子和氟原子 (Fe)Cl=O 键长为 1.405 Å、Cl-Fe 1.603 Å、Cl-Fa 1.713 Å，而∠FeClO 键角为 109°、∠FaClO=95°和∠FaClFe=88°。三氟氧化氯分子有极性，Cl 有 +1.76 电荷、O 有 −0.53电荷、水平方向的 F 有−0.31 电荷而垂直方向的 F 有−0.46电荷。整个分子的偶极矩为 1.74 D。